# Alexeï Harlamov
Alexeï Harlamov (en russe, Алексе́й Алексе́евич Харла́мов), nommé aussi Harlamoff, Kharlamov et Charlamoff, est un peintre russe, né le 18 octobre 1840 à Dyachevka (Saratov, Empire russe) et mort le 11 avril 1925 à Paris, où il vécut principalement.

## Biographie
Né dans une famille de serfs qui obtient son émancipation en 1850, le jeune Alexeï, doué pour le dessin, est admis en 1854 à l'Académie impériale des beaux-arts de Saint-Pétersbourg. Il obtient la médaille d'argent trois ans plus tard, puis une nouvelle distinction en 1862 et devient l'assistant du peintre d'histoire Alexeï Tarasovich Markov (1802-1878). Jusqu'en 1868, il produit de grands formats peints figurant des scènes religieuses, fortement remarquées par l'Académie, qui lui décerne la médaille d'or et l'admet parmi ses membres en tant qu'élève ; il deviendra pleinement membre en 1875. L'année suivante, il obtient une bourse pour venir à Paris compléter sa formation,.
En avril 1870, la tsarine Maria Alexandrovna lui achète une œuvre, un portrait d'Alexandre II. Vers la fin de l'été, il séjourne en Normandie, puis aux Pays-Bas, au moment de l'entrée en guerre de la France contre la Prusse, accompagné entre autres de son compatriote Alexeï Bogolioubov. Il visite Bruxelles, puis Londres, et enfin La Haye, villes où il découvre dans les différents musées les grands maîtres. Fin 1871, l'Académie russe lui passe commande d'une copie de La Leçon d'anatomie du docteur Tulp de Rembrandt (La Haye), pour laquelle il reçoit 1 500 roubles. De retour à Paris en 1872, il décide d'assister aux cours privés de Léon Bonnat, après avoir essuyé un refus de l'Académie des beaux-arts de Vienne pour un poste d'assistant. Son adresse parisienne est au 42 rue Fontaine. Il fréquente les soirées artistiques de son ami Bogolioubov au 95 rue de Rome. Il croise Ivan Tourgueniev. La galerie Goupil & Cie se porte acquéreur de ses tableaux, ainsi que le grand collectionneur moscovite Mikhail Petrovich Botkin (1839-1914), via Tourgueniev. De fait, Harlamov devient un intime du couple Louis Viardot et Pauline Viardot-Garcia, qui vivent 50 rue de Douai, immeuble où réside également Tourgueniev. En juin 1874, Harlamov séjourne en Allemagne, puis en Espagne, et enfin à Veules-les-Roses et Étretat, le reste de l'été. Il séjourne également à la « villa Viardot » à Bougival,.
En mai 1875, il expose pour la première fois au Salon de Paris, sous le nom d'« Alexis Harlamoff », deux portraits et une nature morte. Il est ensuite présent au Salon régulièrement jusqu'en 1882, et dans le même temps, il envoie également des œuvres au salon de l'Académie russe. Le succès est alors au rendez-vous. Son portrait de Pauline Viardot est remarqué par la presse parisienne. Il loue alors l'ancien atelier d'Isidore Pils, situé 11 place Pigalle. Sa notoriété, via Goupil, gagne le marché international. C'est en artiste comblé et fêté qu'il revient pour un bref séjour à Saint-Pétersbourg, durant l'hiver 1875-1876. Peu après, de retour à Paris, son atelier accueille ses premiers élèves, dont Pauline Viardot et la soprano russe Felia Litvinne, dont il fera plusieurs portraits.

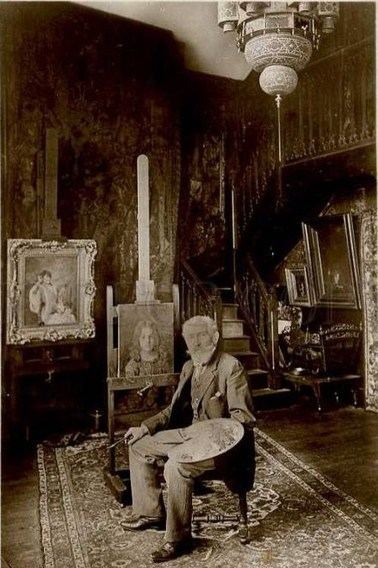
Harlamov dans son atelier rue Fontaine (Paris, 1890).

En novembre 1877, Harlamov est le cofondateur de la « Société d'entraide et de charité des artistes russes de Paris » (Общество взаимного вспомоществования и благотворительности русских), plus simplement appelée « Société des artistes russes », avec Bogolioubov (président) Tourgueniev (secrétaire), Nicolas Orloff (président d'honneur) et Horace Günzburg (administrateur, mécène), par ailleurs fondateurs de l'Organisation reconstruction travail. Les réunions se tenaient le mardi rue de Tilsitt, chez le baron Günzburg.
En 1879, il est convié, parmi d'autres artistes, à la décoration de la cathédrale du Christ-Sauveur de Moscou. Il est ensuite admis au Cercle de l'Union artistique. Le critique russe Ivan Kramskoï l'invite à participer aux expositions des Ambulants, à travers toute la Russie. En 1880, il exécute le portrait d'Andreï Kraïevsky. En 1883, passant par Florence, il fait celui de Paul Pavlovitch Demidoff et de sa famille. En 1885, Bogolioubov tente de fonder un musée à Saratov, l'actuel musée A.N. Radichtchev, et Harlamov lui fait don de quelques toiles. En 1886, Pavel Tretiakov lui achète des tableaux, destinés à la galerie Tretiakov. En 1888, il expose ses toiles dans le cadre de l'International Exhibition of Science, Art and Industry (en) de Glasgow.
Durant l'exposition universelle de 1900 à Paris, il fait partie des artistes russes invités d'honneur, et est nommé chevalier de la Légion d'honneur. En 1902, il se voit décerner l'ordre de Saint-Vladimir. 
En 1909, il revient au Salon des artistes français, exposer deux portraits de femmes. Son nouvel atelier parisien se situe désormais au 57 bis, boulevard Rochechouart. Entre 1911 et 1914, il est représenté à Moscou par la Galerie Lemercier.
L'entrée en guerre puis la révolution russe affaiblissent le peintre, qui est alors très proche, depuis plusieurs années, de Felia Litvinne. Elle prend soin du peintre, l'expose dans son hôtel particulier en 1922 et 1924, et, à sa mort survenue le 11 avril 1925 dans l'atelier du boulevard Rochechouart, devient sa seule héritière.

## Galerie
|                                    |
| Portrait d'Ivan Tourgueniev (1875) |

|                                              |
| Portrait des enfants de Paul Demidoff (1883) |

|                                  |
| Le Livre d'histoires (vers 1888) |

|                                         |
| Portrait de Felia Litvinne (après 1888) |

|                                     |
| La Fille du peintre (Paris, 19.. ?) |

|                                              |
| Portrait d'une jeune femme auburn (non daté) |